# Kyokutei Bakin

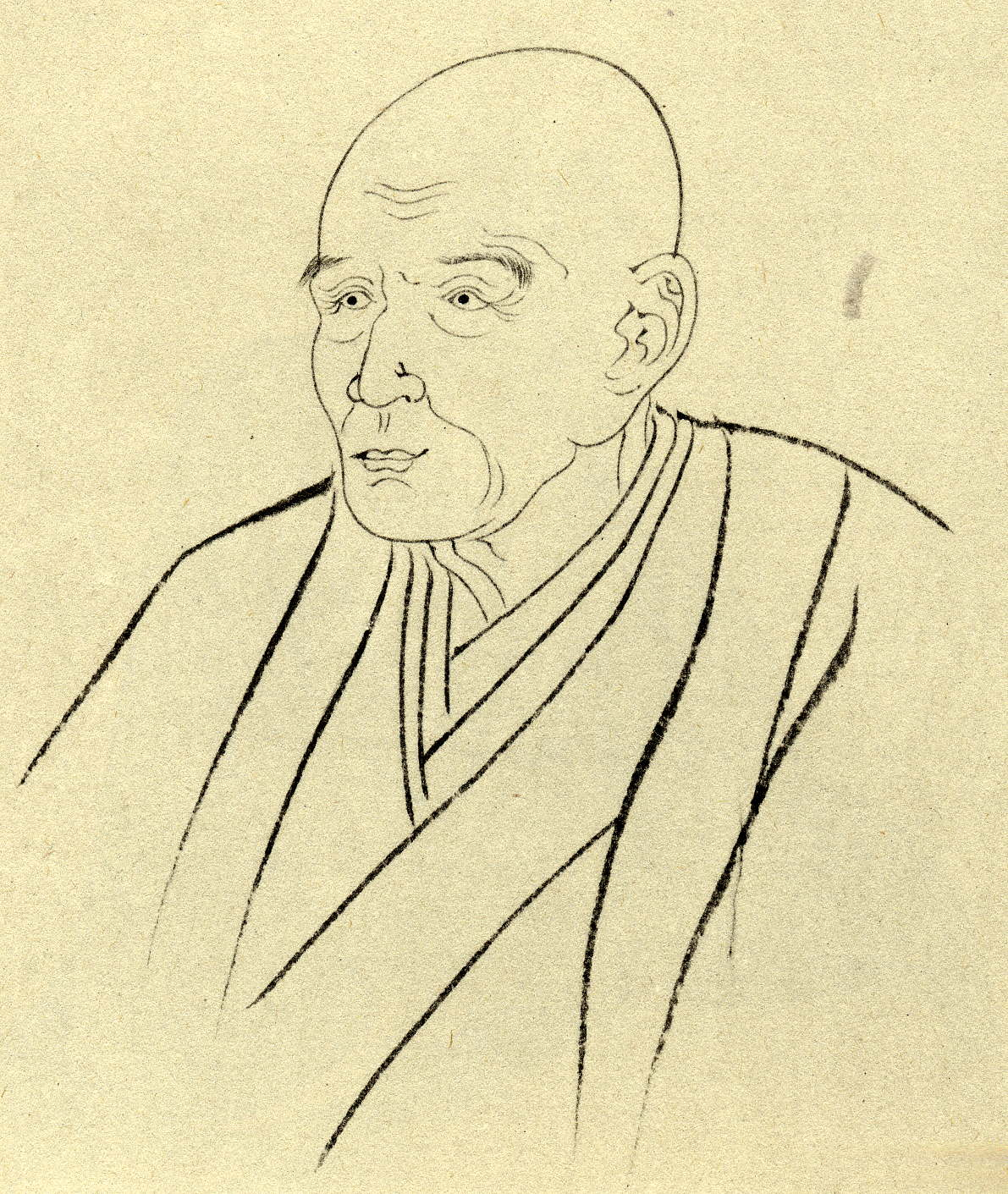
Kyokutei Bakin

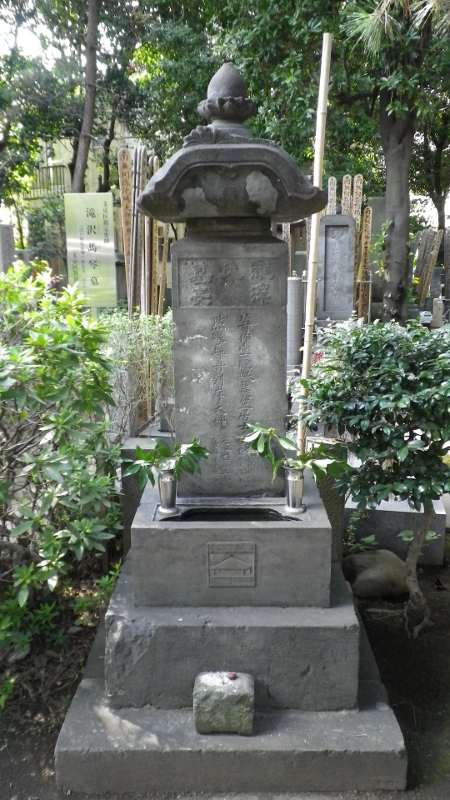
Grabstein

Kyokutei Bakin (japanisch 曲亭 馬琴; * 4. Juli 1767 (traditionell: Meiwa 4/6/9) in Edo (heute Tokio); † 1. Dezember 1848 (traditionell: Kaei 1/11/6)) war ein japanischer Schriftsteller.

## Namen
Kyokutei Bakin ist ein zweiteiliger Künstlername, der ein komplexes Wortspiel darstellt. Kyokutei stammt aus dem chinesischen Geschichtswerk Han Shu, Bakin aus der Setsuwa-Sammlung Jikkinshō. Allerdings lassen sich die Schriftzeichen auch als kuruwa de makoto (eigentlich: 廓で誠) lesen, welches etwa „[ein Mann, der sich] aufrichtig den [Prostituierten im] Bordellviertel [widmet]“ bedeutet. Sein Kindheitsname war Kurazō (倉蔵), sein wirklicher Name Takizawa Okikuni (滝沢 興邦), wobei er später als Bürgerlicher seinen Vornamen in Tokuru (解) änderte. Er ist auch in der Kombination aus seinem Familien- und Künstlernamen Takizawa Bakin (滝沢 馬琴) bekannt. Weitere Künstlernamen waren u. a. Chosaku Dōshujin (著作堂主人), Saritsu Gyoin (蓑笠漁隠) und Gendō (玄同).

## Leben
Der fünfte Sohn des Samurais Takizawa Okiyoshi (滝沢 興義) in den Diensten des Fürsten Matsudaira Nobunari musste nach dem frühzeitigen Tod seines Vaters und seiner älteren Brüder seinen Lebensunterhalt selbst verdienen. Nach Tätigkeiten in untergeordneten Samuraiposten und einer Ausbildung als Arzt wandte er sich schließlich der Schriftstellerei zu.
1790 suchte er den Autor Santō Kyōden auf, um dessen Schüler zu werden. Santō Kyōden lehnte das Ansinnen zwar ab, vermittelte Bakin im  Folgejahr aber die Veröffentlichung seines ersten Kibyōshi Tsukai hatashite nibu kyōgen (盡用而二分狂言). Bis 1805 veröffentlichte Bakin insgesamt 79 Kibyōshi, als deren bedeutendstes Myō-kinako kogome Dōmyōji (妙黄粉毇道明寺, „Seltsames Bohnenmehl und Bruchreis vom Dōmyōji-Tempel“) gilt.
1792 nahm er den Künstlernamen Kyokutei Bakin an. Im Folgejahr heiratete er in eine bürgerliche Familie ein und gab seinen Samurai-Status auf. Den Geta-Laden der Familie gab er auf und verdiente seinen Unterhalt als Kalligraphielehrer, mit zunehmendem Erfolg jedoch als Autor.
Nach einer Reise entlang des Tōkaidō erschien 1803 sein Yomihon Geppyō kien (月氷奇縁, „Seltsame Fügungen unter dem Eismond“). In der Folge verfasste Bakin weitere Werke dieses Genres, darunter Chinsetsu yumiharizuki (椿説弓張月) und zwischen 1814 und 1842 die erfolgreiche historische Romanreihe in 106 Bänden Nansō Satomi Hakkenden (南総里見八犬伝, „Die Geschichte der acht Hunde aus dem Hause Satomi in Nansō“). Noch während er schrieb, verlor er 1839 sein Augenlicht.